# Wolf Petersen (Mediziner)
Wolf Petersen (* 20. Januar 1969 in Harderberg) ist ein deutscher Kniechirurg und Facharzt für Orthopädie und Unfallchirurgie, Spezielle Unfallchirurgie, Sportmedizin und Physikalische Therapie.  Sein Schwerpunkt ist die Behandlung von Knieerkrankungen.

## Werdegang
Petersen studierte von 1989 bis 1995 Humanmedizin an der Christian-Albrechts-Universität Kiel. Dort erhielt er 1997 seine Approbation und Promotion. Sein Promotionsthema war die „Struktur und Gefäßversorgung der Kniegelenksmenisken“. Von 1997 bis 2000 war Petersen Assistenzarzt an der Lubinus Klinik Kiel. Anschließend wechselte er als Funktionsoberarzt und wissenschaftlicher Angestellter an die Orthopädische Klinik am Universitätsklinikum Kiel. 2001 erhielt Petersen seinen Facharzttitel für Orthopädie und die Zusatzbezeichnung Sportmedizin und wurde zum Oberarzt befördert. 2002 erhielt Petersen die Venia Legendi für den Fachbereich Orthopädie. 2003 übernahm Petersen in Münster die Aufgabe als Oberarzt an der Klinik für Unfall-, Hand- und Wiederherstellungschirurgie des Universitätsklinikums Münster. 2005 erhielt er die Lehrerlaubnis an der Medizinischen Fakultät der Westfälischen Wilhelms-Universität Münster und zugleich die Erweiterung seiner Lehrerlaubnis für das Fach Unfallchirurgie. 2006 wurde er zum Leitenden Oberarzt der Klinik für Unfall-, Hand- und Wiederherstellungschirurgie des Universitätsklinikums Münster ernannt. Im selben Jahr erhielt er den Titel Facharzt für Orthopädie und Unfallchirurgie sowie die Zusatzbezeichnung Spezielle Unfallchirurgie. 2007 wurde Petersen zum Außerordentlichen Professor der Universität Münster ernannt. Seit 2008 ist Wolf Petersen Chefarzt an der Klinik für Orthopädie und Unfallchirurgie des Martin-Luther-Krankenhauses Berlin und seit 2009 Stellvertretender Ärztlicher Direktor am Martin-Luther-Krankenhaus Berlin.

## Spezialgebiete und Behandlungsschwerpunkte
Petersen ist ein von der Deutschen Kniegesellschaft (DKG) zertifizierter Spezialist für Kniechirurgie. Seine Schwerpunkte sind die Kniegelenkchirurgie, Arthroskopie und Endoprothetik. Wolf Petersen war an der Entwicklung der Doppelbündelmethode bei Kreuzbandrekonstruktionen beteiligt.

## Wissenschaftliche Leistung und Forschung
Petersen hat an verschiedenen Studien zu Knieerkrankungen mitgewirkt, u. a. zur Kniechirurgie, arthroskopischen Chirurgie, Knorpelchirurgie, Bandchirurgie, Kreuzband, Endoprothetik und Menisken.

## Mitgliedschaften und Ämter
- Deutsche Gesellschaft für Unfallchirurgie (DGU)
- Deutsche Gesellschaft für Orthopädie und Orthopädische Chirurgie (DGOOC)
- Deutsche Gesellschaft für Gelenkchirurgie (AGA)
- Deutsche Kniegesellschaft (DKG)
- Gesellschaft für Orthopädie und Traumatologie im Sport (GOTS)
- Deutsche Gesellschaft für Gelenkchirurgie (AGA)
- 2005–2010 Mitglied im Beirat der Deutschen Gesellschaft für Gelenkchirurgie (AGA)
- Seit 1998 Mitglied im Beirat der Gesellschaft für Orthopädie und Traumatologie im Sport (GOTS)
- 2005–2010 Associate Editor des Journals Arthroscopy
- Mitherausgeber der Zeitschrift Operative Orthopädie und Traumatologie
- Reviewer für American Journal of Sports Medicine
- Vorsitz des Research Komitees der deutschen Gesellschaft für Gelenkchirurgie
- Seit 2011 Mitglied im Vorstand der Deutschen Kniegesellschaft
- 2019–2021 Präsident der Deutschen Kniegesellschaft
- Herausgeber der Zeitschrift Kniejournal
- Wissenschaftliche Leitung des jährlichen Arthroskopiekurses in Westerland
- Mitglied im Organisationskomitees des jährlichen Arthroskopiesymposiums in Oberwiesenthal
- Mitglied im Organisationskomitees des Berliner Arthroskopiekurses
- Wissenschaftliche Leitung des „International Knee Day“

(Quelle:)

## Publikationen
Petersen ist Autor von mehr als 450 Fachpublikationen.